# Villa dels Munts
La Villa Romana dels Munts è ubicata nel municipio di Altafulla, a 10 chilometri da Tarragona, su una piccola collina vicino alla spiaggia. La villa de los Munts mostra una zona residenziale romana lussuosa del secolo II in Tarraco. È una delle localizzazioni del Luogo Patrimonio dell'Umanità denominata Complesso archeologico di Tarraco, identificato con il codice 875-013.

## Ville romane
Nell'epoca romana le grandi ville di campagna non soltanto erano luoghi di svago e intrattenimento, ma anche centri di produzione agricola, allevatrice o industriale. Accanto all'area residenziale c'erano edifici funzionali appropriati per una casa rurale come cantine, stalle, granai, magazzini di cereali. C'erano anche forni e fucine per attività artigiane e alloggi per i servi e gli schiavi, che erano quelli che realizzavano i lavori del campo. Le ville solevano essere ubicate nel mezzo di una proprietà di terra coltivata, essendo la fertilità del suolo una condizione per il suo insediamento in una ubicazione concreta. Generalmente costruivano gli edifici su una collina, in un luogo soleggiato e vicino ad una corrente fluviale. La prossimità di un centro urbano assicurava la partenza della sua produzione.
Le colture più importanti erano il grano, la vigna e l'olivo, ma anche alberi da frutta, ortaggi, legumi e lino. Le tecniche agricole furono migliorate dall'introduzione dell'aratro romano, mulini più efficienti di quelli degli iberici come il mulino per cereali, il frantoio, le tecniche di irrigazione e l'uso di fertilizzanti.
A Tarraco, come necessario complemento alla città, si trovano diverse ville, tra i quali si possono citare quello di Centcelles, trasformata in mausoleo nel IV secolo, e quello di dels Munts, nel comune di Altafulla.

## Storia
Dai dati archeologici disponibili (monete e ceramiche) si sa che era già abitata alla metà del I secolo. Ma tutto sembra indicare che il grande momento costruttivo corrisponda alla metà del II secolo, quando il palazzo era perfettamente strutturato da una pianificazione e uno scenario complesso.
La Villa Romana dels Munts era situata su una piccola elevazione del terreno che digrada dolcemente verso il Mar Mediterraneo e che permetteva di controllare tutto il territorio vicino e ben comunicata, adiacente alla Via Augusta. Nella parte più alta di questa collina erano presenti alcune cisterne di stoccaggio per l'acqua e lungo il pendio si trovava la zona residenziale. Una serie di sale sono state scoperte nel nucleo centrale articolato attorno ad un corridoio porticato a forma di L. Il lato corto di questa sala era ricoperto di lussuosi mosaici. Numerose pareti e soffitti furono decorati con ricche composizioni pittoriche.
In totale, sono state contate tre fasi di costruzione della villa dels Munts. Quelle che si sono meglio conservate sono state quelle cosiddette inferiori, realizzate in due fasi principali: la fase di costruzione e la fase di monumentalizzazione. Qui si possono vedere gli spogliatoi, le piscine di acqua calda e fredda, la zona di acqua tiepida, una sauna, le latrine e i forni che riscaldavano le stanze e l'acqua.
Nelle sorgenti termali, oltre alla pavimentazione a mosaico, le pareti della piscina conservano ancora significative tracce dei rivestimenti in lastre di marmo. Un complesso termale più piccolo è stato parzialmente coperto dalle acque del mare, poiché si trova all'interno della spiaggia di Altafulla stessa.
Gli elementi recuperati attraverso gli scavi ci mostrano l'ampiezza del complesso agricolo. La ricchezza di statue, dipinti, pavimenti, mosaici e colonne di marmo non ha lasciato dubbi sul lusso di questa zona residenziale romana. Questa opulenza deve essere collegata a Caio Valerio Avito, uno dei due duunviri di Tarraco nel II secolo. Caio aveva già comandato Augustobriga (nella provincia di Soria) e a Tarraco fu costruita una grande villa a due piani, con giardini, terme e ricchi mosaici al primo piano. Al piano superiore, praticamente scomparso, c'era un portico che si affacciava sul mare. Nell'anno 260 subì un incendio che distrusse quasi tutti gli edifici che lo componevano, sicuramente causato dalla prima invasione barbarica del territorio dell'attuale Catalogna. Successivamente vi è una ricostruzione e rioccupazione della villa, ma fu definitivamente abbandonata all'inizio del V sec. Già nel XVI sec. era nota come sito romano per via delle mura emerse dalla terra. A partire dal 1967 sono stati effettuati metodici rilievi che hanno portato alla luce una parte di questa monumentale villa romana.